# Campeonato da Europa de Atletismo de 2014 - Lançamento de dardo masculino
A prova do lançamento de dardo masculino do Campeonato da Europa de Atletismo de 2014 foi disputada entre os dias 14 e 17 de agosto de 2014 no Estádio Letzigrund em Zurique, na Suíça. 

## Recordes
Antes desta competição, os recordes mundiais e do campeonato nesta prova eram os seguintes:
|                       | Nome          | Nacionalidade | Distância | Local     | Data                 |
| --------------------- | ------------- | ------------- | --------- | --------- | -------------------- |
| Recorde mundial       | Jan Železný   | Chéquia       | 98m 48cm  | Jena      | 25 de maio de 1996   |
| Recorde do campeonato | Steve Backley | Reino Unido   | 89m 72cm  | Budapeste | 23 de agosto de 1998 |
| Recorde europeu       | Jan Železný   | Chéquia       | 98m 48cm  | Jena      | 25 de maio de 1996   |

## Medalhistas
| Ouro                  | Prata                  | Bronze               |
| Antti Ruuskanen (FIN) | Vítězslav Veselý (CZE) | Tero Pitkämäki (FIN) |

## Cronograma
Todos os horários são locais (UTC+2).
| Data         | Hora  | Evento       |
| ------------ | ----- | ------------ |
| 14 de agosto | 17:30 | Qualificação |
| 17 de agosto | 16:11 | Final        |

## Resultados

### Qualificação
Qualificação: Desempenho de 81.00 m (Q) ou os 12 melhores qualificados (q).
| Posição | Grupo | Atleta                 | Nacionalidade        | #1    | #2    | #3    | Mark  | Notas |
| ------- | ----- | ---------------------- | -------------------- | ----- | ----- | ----- | ----- | ----- |
| 1       | B     | Antti Ruuskanen        | Finlândia            | 85.28 | 83.76 |       | 83.76 | Q     |
| 2       | B     | Tero Pitkämäki         | Finlândia            | 81.48 |       |       | 81.48 | Q     |
| 3       | B     | Thomas Röhler          | Alemanha             | 81.24 |       |       | 81.24 | Q     |
| 4       | B     | Ansis Brūns            | Letônia              | 73.68 | 75.12 | 81.04 | 81.04 | Q     |
| 5       | A     | Dmitriy Tarabin        | Rússia               | 80.46 | 80.84 | –     | 80.84 | q     |
| 6       | A     | Matija Kranjc          | Eslovênia            | 80.46 | –     | –     | 80.46 | q,    |
| 7       | A     | Vítězslav Veselý       | Chéquia              | 80.00 | x     | x     | 80.00 | q     |
| 8       | A     | Andreas Hofmann        | Alemanha             | 75.22 | 79.59 | 75.63 | 79.59 | q     |
| 9       | B     | Oleksandr Nychyporchuk | Ucrânia              | 79.09 | 76.09 | 79.29 | 79.29 | q     |
| 10      | B     | Risto Mätas            | Estónia              | 78.97 | 76.86 | 76.18 | 78.97 | q     |
| 11      | B     | Valeriy Iordan         | Rússia               | 78.46 | x     | 75.76 | 78.46 | q     |
| 12      | A     | Lassi Etelätalo        | Finlândia            | 77.78 | 78.13 | 78.22 | 78.22 | q     |
| 13      | B     | Łukasz Grzeszczuk      | Polónia              | 77.74 | 76.71 | x     | 77.74 |       |
| 14      | A     | Ainārs Kovals          | Letônia              | 77.38 | x     | 77.70 | 77.70 |       |
| 15      | B     | Aliaksandr Ashomka     | Bielorrússia         | x     | 77.65 | 70.24 | 77.65 |       |
| 16      | A     | Rolands Štrobinders    | Letônia              | 76.16 | x     | x     | 76.16 |       |
| 17      | B     | Martin Benák           | Eslováquia           | 73.53 | x     | 75.67 | 75.67 |       |
| 18      | A     | Tanel Laanmäe          | Estónia              | 75.29 | x     | x     | 75.29 |       |
| 19      | B     | Petr Frydrych          | Chéquia              | 74.61 | 74.18 | 75.19 | 75.19 |       |
| 20      | B     | Jakub Vadlejch         | Chéquia              | 69.82 | 75.14 | x     | 75.14 |       |
| 21      | A     | Oleksandr Pyatnytsya   | Ucrânia              | 74.69 | 73.15 | x     | 74.69 |       |
| 22      | B     | Magnus Kirt            | Estónia              | 74.33 | 73.18 | x     | 74.33 |       |
| 23      | A     | Patrik Ženúch          | Eslováquia           | 74.19 | x     | 71.89 | 74.19 |       |
| 24      | B     | Spyridon Lebesis       | Grécia               | 74.14 | x     | 74.00 | 74.14 |       |
| 25      | A     | Fatih Avan             | Turquia              | x     | 73.11 | 73.28 | 73.28 |       |
| 26      | A     | Gabriel Wallin         | Suécia               | 71.43 | 73.16 | x     | 73.16 |       |
| 27      | A     | Dejan Mileusnić        | Bósnia e Herzegovina | 71.23 | 70.44 | 72.52 | 72.52 |       |
| 28      | A     | Dmytro Kosynskyy       | Ucrânia              | 71.08 | 71.90 | 68.92 | 71.90 |       |
| 29      | A     | Vedran Samac           | Sérvia               | 67.30 | 68.77 | 69.39 | 69.39 |       |
| 30      | A     | Norbert Bonvecchio     | Itália               | x     | 69.38 | 68.63 | 69.38 |       |
| 31      | B     | Kim Amb                | Suécia               | x     | x     | x     | NM    |       |
| 31      | B     | Guðmundur Sverrisson   | Islândia             | x     | x     | x     | NM    |       |

### Final
| Posição           | Atleta                 | Nacionalidade | #1    | #2    | #3    | #4    | #5    | #6    | Resultados | Notas                |
| ----------------- | ---------------------- | ------------- | ----- | ----- | ----- | ----- | ----- | ----- | ---------- | -------------------- |
| Medalha de ouro   | Antti Ruuskanen        | Finlândia     | 83.81 | 86.85 | 88.01 | 83.69 | 84.62 | 83.67 | 88.01      | Recorde pessoal      |
| Medalha de prata  | Vítězslav Veselý       | Chéquia       | 76.04 | 81.98 | 81.68 | 82.68 | 84.79 | 79.16 | 84.79      |                      |
| Medalha de bronze | Tero Pitkämäki         | Finlândia     | 80.21 | 84.16 | 80.83 | 81.45 | 83.89 | 84.40 | 84.40      |                      |
| 4                 | Lassi Etelätalo        | Finlândia     | 78.29 | x     | 79.74 | 78.01 | 83.16 | x     | 83.16      |                      |
| 5                 | Dmitriy Tarabin        | Rússia        | 80.35 | x     | x     | x     | 81.24 | x     | 81.24      |                      |
| 6                 | Risto Mätas            | Estónia       | 80.73 | 77.87 | 76.23 | 76.70 | 79.17 | x     | 80.73      | Recorde da temporada |
| 7                 | Valeriy Iordan         | Rússia        | 74.18 | 75.85 | 78.40 | x     | x     | 75.43 | 78.40      |                      |
| 8                 | Matija Kranjc          | Eslovênia     | 76.95 | x     | 78.27 | 77.16 | x     | x     | 78.27      |                      |
| 9                 | Andreas Hofmann        | Alemanha      | 71.08 | 76.05 | 77.42 |       |       |       | 77.42      |                      |
| 10                | Oleksandr Nychyporchuk | Ucrânia       | x     | x     | 75.05 |       |       |       | 75.05      |                      |
| 11                | Ansis Brūns            | Letônia       | 72.24 | x     | x     |       |       |       | 72.24      |                      |
| 12                | Thomas Röhler          | Alemanha      | 70.31 | 66.52 | x     |       |       |       | 70.31      |                      |

Legenda
| Recorde mundial       | Recorde mundial (World record)               |                       | Recorde africano                      | Recorde africano (African) |                                           | Q | Classificado por posição (Qualified) |
| Recorde do campeonato | Recorde do campeonato (Championship record)  | Recorde da América    | Recorde da América (Americas)         | q                          | Classificado por melhor tempo (Qualified) |   |                                      |
| Melhor marca do ano   | Melhor marca do ano (World leading)          | Recorde asiático      | Recorde asiático (Asian)              | DNS                        | Não largou (Did not start)                |   |                                      |
| Recorde nacional      | Recorde nacional (National record)           | Recorde europeu       | Recorde europeu (European)            | DNF                        | Não terminou (Did not finish)             |   |                                      |
| Recorde pessoal       | Recorde pessoal do atleta (Personal best)    | Recorde da Oceania    | Recorde da Oceania (Oceania)          | DSQ / DQ                   | Desclassificado (Disqualified)            |   |                                      |
| Recorde da temporada  | Recorde da temporada do atleta (Season best) | Recorde sul-americano | Recorde sul-americano (South America) | NM                         | Sem marca (No mark)                       |   |                                      |